# Luigi Giorgio
Luigi Giorgio (* 12. September 1966 in Bari) ist ein ehemaliger italienischer Autorennfahrer. 

## Karriere als Rennfahrer
Luigi Giorgio war zu Beginn der 1990er-Jahre im Motorsport als Fahrer aktiv. 1991 fuhr er acht Rennen in der Britischen Formel-3000-Meisterschaft, konnte sich aber nicht platzieren. Die Meisterschaft gewann Paul Warwick, der beim fünften Wertungslauf im Oulton Park tödlich verunglückte und nach dem Ende der Saison Postum zum Gesamtsieger erklärt wurde. Im selben Jahr bestritt er das 24-Stunden-Rennen von Le Mans. Gemeinsam mit Almo Coppelli fuhr er einen Lancia LC2, dessen Fahrgestell bereits sieben Jahre alt war. Das Team hatte mit erheblichen technischen Problemen am Fahrzeug zu kämpfen, konnte nur 111 Runden zurücklegen und wurde nicht gewertet.
1992 ging er in der italienischen Tourenwagen-Meisterschaft an den Start und beendete die Saison als Gesamtfünfter (Meister Fabrizio Giovanardi).

## Statistik

### Le-Mans-Ergebnisse
| Jahr | Team          | Fahrzeug   | Teamkollege   | Platzierung     | Ausfallgrund |
| ---- | ------------- | ---------- | ------------- | --------------- | ------------ |
| 1991 | Veneto Equipe | Lancia LC2 | Almo Coppelli | nicht klassiert |              |

### Einzelergebnisse in der Sportwagen-Weltmeisterschaft
| Saison | Team          | Rennwagen  | 1   | 2   | 3   | 4   | 5   | 6   | 7   | 8   |
| ------ | ------------- | ---------- | --- | --- | --- | --- | --- | --- | --- | --- |
| 1991   | Veneto Equipe | Lancia LC2 | SUZ | MON | SIL | LEM | NÜR | MAG | MEX | AUT |
| 1991   | Veneto Equipe | Lancia LC2 | DNF |     |     |     |     |     |     |     |